# Trachyliopus
Trachyliopus is een kevergeslacht uit de familie van de boktorren (Cerambycidae). De wetenschappelijke naam van het geslacht werd voor het eerst geldig gepubliceerd in 1901 door Fairmaire.

## Soorten
Trachyliopus omvat de volgende soorten:
- Trachyliopus albosignata Breuning, 1980
- Trachyliopus androyensis Breuning, 1957
- Trachyliopus forticornis (Fairmaire, 1901)
- Trachyliopus fuscosignatus (Fairmaire, 1886)
- Trachyliopus microphthalma Breuning, 1968
- Trachyliopus multifasciculatus (Breuning, 1940)
- Trachyliopus pauliani Breuning, 1957
- Trachyliopus affinis Breuning, 1957
- Trachyliopus annulicornis Fairmaire, 1901
- Trachyliopus fairmairei Breuning, 1957
- Trachyliopus fulvosparsus (Fairmaire, 1903)
- Trachyliopus fuscosignatipennis Breuning, 1972
- Trachyliopus minor (Fairmaire, 1902)
- Trachyliopus subannulicornis Breuning, 1971